# لوئیس همیلتون (هنرپیشه)
لوئیس همیلتون (انگلیسی: Lois Hamilton؛ ۱۴ اکتبر ۱۹۵۲ – ۲۳ دسامبر ۱۹۹۹) یک هنرپیشه و مانکن اهل ایالات متحده آمریکا بود.
وی بازیگر فیلم‌هایی همچون پسران آفتاب بوده است.